# Villa Gayde

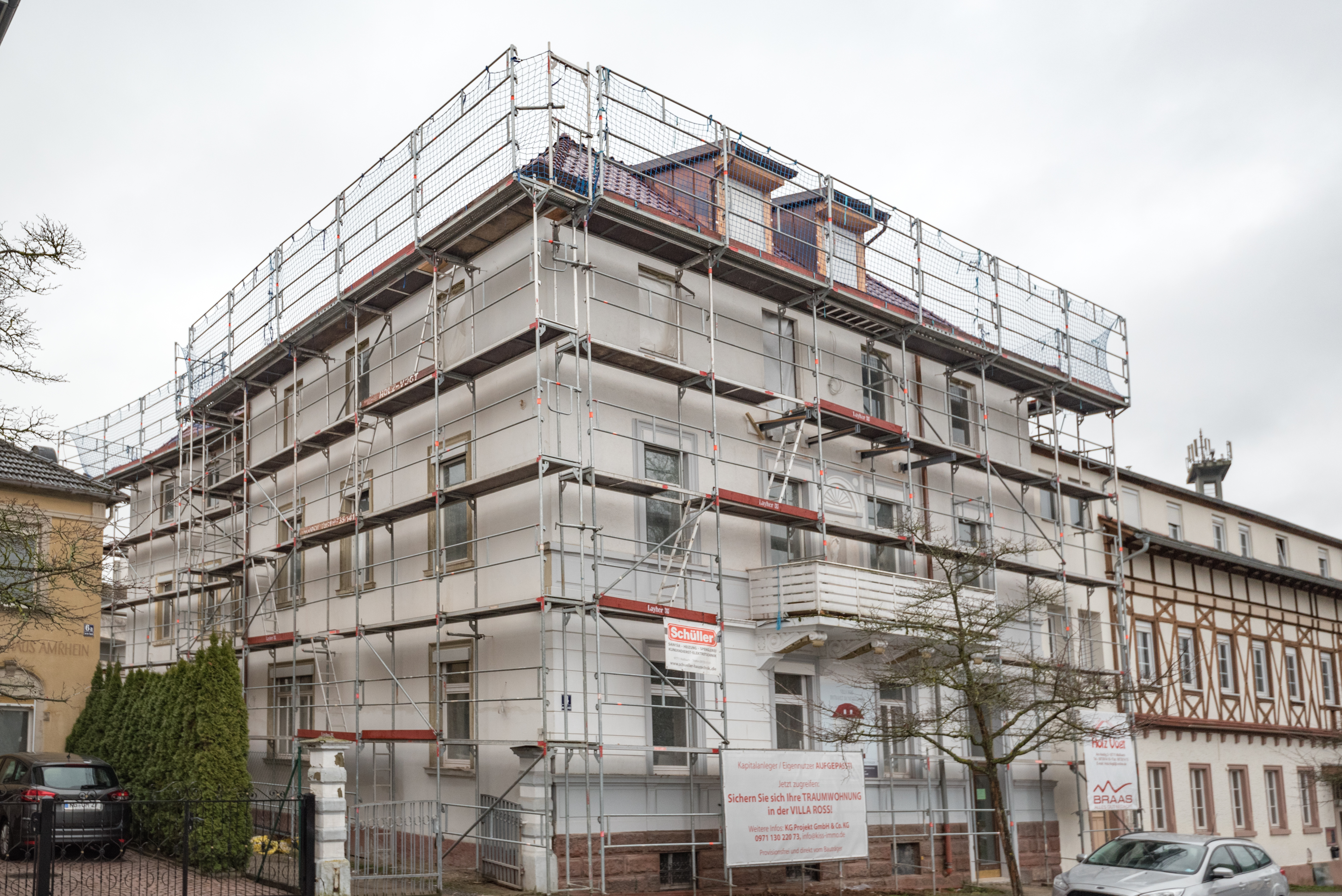
Villa Gayde in der Von-der-Tann-Straße 4 in Bad Kissingen

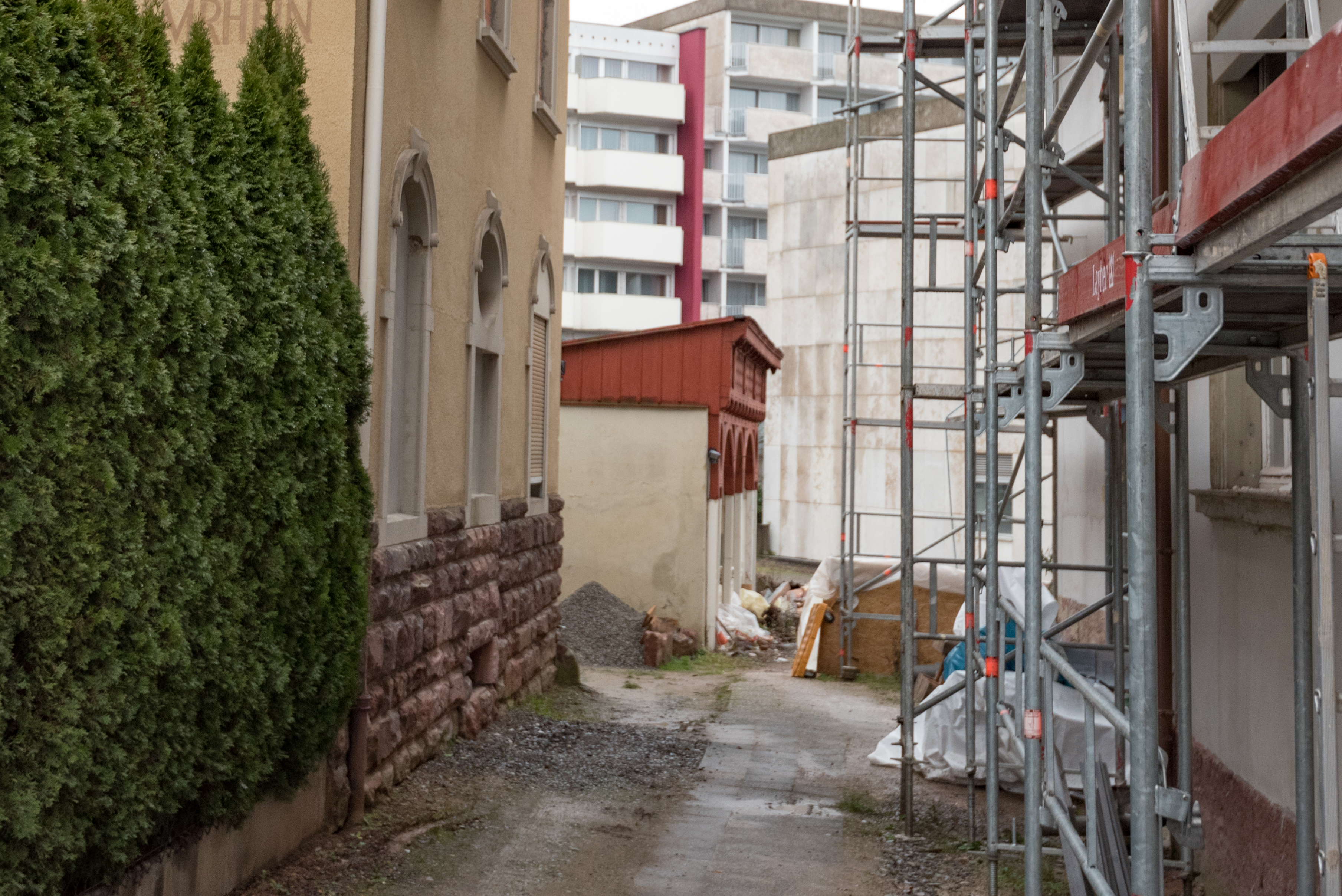
Das Salettl in der Von-der-Tann-Straße 4 in Bad Kissingen

Die Villa Gayde (zwischenzeitlich auch Haus Ross) befindet sich in der Von-der-Tann-Straße 4 in Bad Kissingen (Unterfranken). Die Villa gehört zu den Bad Kissinger Baudenkmälern und ist unter der Nummer D-6-72-114-449 in der Bayerischen Denkmalliste registriert. Zu dem Anwesen gehören unter der gleichen Nummer in der Denkmalliste ein Salettl und ein rustizierter Torpfeiler.

## Geschichte
Bei dem Anwesen handelt es sich um einen von 1885 bis 1887 von dem Maler Karl Ludwig Gayde errichteten, verputzten Massivbau über einem bossiertem Sandsteinquadersockel mit einfacher, spätklassizistischer Fassadengliederung und einem rückwärtigen Flügel. Auf dem Balkon befindet sich eine Nischenfigur. Die Eingangshalle gestaltete Gaydes Sohn, der Kunstmaler (Franz) Karl Gayde junior, gemeinsam mit dem Bildhauer und Kirchenmaler Professor Max Georg Rossmann, der hier im Jahr 1898 mit einigen Studenten zwecks Ausführung eines Deckengemäldes in der Marienkapelle logierte. 
Später erwarb der Kissinger Maler Heini Ross das Anwesen von Gaydes Töchtern.
In den Jahren 1962 und 1972 wurden Vorder- und Rückgebäude um ein zweites Obergeschoss aufgestockt.
Bei dem zum Anwesen gehörenden, um 1893 entstandenen Salettl' handelt es sich um eine halboffene Gartenhalle mit einer hölzernen Stichbogenarkade, Gitterwerkaufsatz, Pultdach und zwei eingelassenen, von Karl Gayde angefertigten Stuckreliefs.